# Wereldkampioenschappen klifduiken 2024
De wereldkampioenschappen klifduiken 2024 werden van 13 tot en met 15 februari gehouden in de oude haven van Doha, Qatar. Het toernooi was onderdeel van de wereldkampioenschappen zwemsporten 2024.

## Programma
| V | Voorronde | Goud | Finale |

| Klifduiken (m) |  |  |      |      | Goud | Goud |  |
|                |  |  |      |      |      |      |  |
| Klifduiken (v) |  |  | Goud | Goud |      |      |  |
| Totaal         |  |  | 1    | 1    | 1    | 1    |  |

## Medailles

### Medaillewinnaars
| Onderdeel          | Goud                             | Goud   | Zilver               | Zilver | Brons                   | Brons  |
| ------------------ | -------------------------------- | ------ | -------------------- | ------ | ----------------------- | ------ |
| Mannen (27 meter)  | Aidan Heslop Verenigd Koninkrijk | 422,95 | Gary Hunt Frankrijk  | 413,25 | Cătălin Preda Roemenië  | 410,20 |
| Vrouwen (20 meter) | Rhiannan Iffland Australië       | 342,00 | Molly Carlson Canada | 320,70 | Jessica MacAulay Canada | 320,35 |

### Medaillespiegel
| Plaats | Land                | Goud | Zilver | Brons | Totaal |
| 1      | Australië           | 1    | 0      | 0     | 1      |
| 1      | Verenigd Koninkrijk | 1    | 0      | 0     | 1      |
| 2      | Canada              | 0    | 1      | 1     | 2      |
| 3      | Frankrijk           | 0    | 1      | 0     | 1      |
| 4      | Roemenië            | 0    | 0      | 1     | 1      |
| Totaal | Totaal              | 2    | 2      | 2     | 6      |